# Milatkovići
Milatkovići su naseljeno mjesto u općini Čajniču, Republika Srpska, BiH. Nalazi se između obala Suhodanjske rijeke i Hoćvskog potoka.
Godine 1985. pripojena su im naselja Dvorišta i Hoćevina (Sl.list SRBiH, br.24/85).

## Stanovništvo
| Narod     | Popis 1961. | Popis 1971. | Popis 1981. | Popis 1991. |
| --------- | ----------- | ----------- | ----------- | ----------- |
| Hrvati    |             |             |             |             |
| Muslimani | 34          | 29          | 21          | 27          |
| Srbi      | 77          | 79          | 68          | 100         |
| ostali    |             | 1           |             |             |
| Ukupno    | 111         | 109         | 89          | 127         |